# Журавец-2
Журавец-2 — деревня в составе Вендорожского сельсовета Могилёвского района Могилёвской области Республики Беларусь.

## Географическое положение
Ближайшие населённые пункты: Будище, Журавец-1.